# Halida
Halida est une marque de bière vietnamienne très répandue localement. Elle est fondée en 1993. Son logo est un éléphant jaune qui lève sa trompe.

## Historique
Fondée en 1961, l'usine historique de la marque a commencé par produire de la sauce de poisson avant de diversifier son offre avec des nouilles, des bonbons et d'autres produits alimentaires. En 1996, l'État prend le contrôle de la société au sein de l'entreprise publique Halimex.
En 1989, après que l'entreprise a perdu de nombreux contrats en Union soviétique et dans l’Europe de l'est, l'usine s'est mise à la recherche d'une nouvelle activité. En 1990, elle signe un contrat avec le brasseur danois Danbrew pour la fourniture d'équipements de brassage. Les machines installées deux ans plus tard offrent une capacité de production cinq millions de litres par mois. À l'époque, Halida devient la plus populaire des marques de bières produites localement.
En 1993, Halimex et Carlsberg se regroupent au sein d'une coentreprise visant à développer la marque locale et la marque danoise à travers le développement de l'usine historique et la construction d'une nouvelle usine à une dizaine de kilomètres de Hanoï dans le district de Tu Liem. La propriété de la coentreprise se répartit entre Carlsberg (35 %), le Industrialization Fund for Developing Countries (en) (25 %) et Halimex (40 %).
En 2021, Carlsberg rajeunit la marque. Toujours en 2021, Halida reçoit la silver quality award décernée par Monde selection.

## Description
Son nom est en fait la contraction de HAnoï LIght DAnemark, car cette bière est produite à Hanoï par la brasserie South East Asia Brewery Ltd qui est une collaboration entre un brasseur local et les brasseurs danois de la société Carlsberg, établie à Copenhague.

## Exportation
Bien que principalement locale, cette bière est également exportée en France, en Allemagne et, depuis 2006, aux États-Unis et au Japon.